# Joe Inoue
Joe Inoue japanisch 井上ジョー, Inoue Jō (* 30. August 1985 in Los Angeles) ist ein japanisch-amerikanischer Rockmusiker. Er steht bei dem zu Sony Music Entertainment Japan gehörenden Musiklabel Ki/oon Records unter Vertrag.

## Leben und Karriere
Inoue ist Kind zweier japanischer Immigranten, geboren und aufgewachsen in Los Angeles. Erst ab der Middle School interessierte er sich für Musik. Er wurde an der UCLA als auch der UC Berkeley angenommen, entschied sich aber seine Musikerkarriere voranzutreiben.
In seinen Werken ist er nicht nur für Text und Komposition verantwortlich, sondern spielt auch alle Instrumente ein. Nach eigenen Aussagen habe er Japanisch durch das Lesen von Mangas und schauen von Anime gelernt.
Seine Karriere als Musiker startete er 2007 und erlangte Bekanntheit durch seinen Titel Closer als dieser als vierter Titelsong der Serie Naruto: Shippuden verwendet wurde.
Seine fünfte Single Kaze no Gotoku wurde als zweiter Titelsong für den Anime Yorinuki Gin Tama-san ausgewählt.
Inoue trug den Rap-Teil zum Titel Eden des Albums Come On!(2011) von Tetsuya bei. Im selben Jahr steuerte er den Text zu World of Glory von Totalfat bei.

## Diskografie
Alben
- In a Way (2007)
- Me! Me! Me! (2009)
- Dos Angeles (2010)
- JOEpop #1 (2016)
- JOEpop #2 (2016)
- Polyglot Musix #1 (2016)
- Hats On! Tunes (2017)
- Jiwa Jiwa LP (2018)

EPs
- The Wish That Never Came True (2020)
- Hip Hop Collection (2021)

Gastbeiträge
- Eden – Tetsuya – Album: Come On! – Rap[4]
- World of Glory – Totalfat Album: Damn Hero – Songwriter[5]
- Adrenaline – Yoko Yazawa – Give Me!!! – Songwriter
- Spinning World – Naruto: Shippuden – Songwriter[2]
- Rescue Rescue – Kanjani 8 – Songwriter
- Chan-Chara-Chan – Shiritsu Ebisu Chugaku – Songwriter
- Elevator Girl (Englische Ver.) – Babymetal: Album Metal Galaxy – Text, als Joemetal[6]